# Phyllotreta vittula
Phyllotreta vittula es una especie de insecto coleóptero de la familia Chrysomelidae. Fue descrita en 1849 por Redtenbacher.